# Джордан 198
Джордан 198 е болид от Формула 1 с който отборът на Джордан Гран При участвал за сезон 1998. Той е пилотиран от Деймън Хил(който е в отбора на Ероуз предната година) и Ралф Шумахер за когото това е втори сезон с отбора.
Началото на сезон бе трудно за отбора след многото проблеми които изпитваха целия отбор. Хил имаше няколко финиша извън зоната на точките като изключим дисквалификацията в Бразилия, докато Ралф само в две. Преди началото на ГП на Канада отборът направи промени по болида с използването на новите нарезни гуми от Гудиър и дизайнерската помощ от Гари Андерсон и Майк Гаскойн. Отборът постигна и първите си точки в Силвърстоун където Ралф финишира 6-и. Последва и 5-а позиция в Австрия от германеца, преди отборът да постигне и двойното си влизане в точките с Хил на 4-та позиция на Хокенхаймринг. В ГП на Белгия тимът постигна така очакваната първа победа като конструктор, което бе изпълнено с драми и последствия. Също така това бе и последната победа на Деймън Хил във Формула 1. Ралф Шумахер направи победата двойна с втората си позиция. Последва и 4-ти места на Деймън в Монца и в Судзука, където на последния завой на последната обиколка направи решаващо изпреварване срещу Хайнц-Харалд Френтцен с Уилямс.
След чудесните си представания Джордан завърши сезона на 4-та позиция с 34 точки изпреварвайки отбора на Бенетон. След края на сезона Хил остана още един сезон с отбора докато Ралф премина в Уилямс на мястото на Френтцен (който взе неговото място) за 1999 както и съксесора 199.

## Класиране във Формула 1
| Година | Отбор  | Двигател        | Гуми | Пилоти       | 1   | 2   | 3   | 4   | 5   | 6   | 7   | 8   | 9   | 10  | 11  | 12  | 13  | 14  | 15  | 16  | Точки | WCC  |
| ------ | ------ | --------------- | ---- | ------------ | --- | --- | --- | --- | --- | --- | --- | --- | --- | --- | --- | --- | --- | --- | --- | --- | ----- | ---- |
| 1998   | Jordan | Mugen Honda V10 | Г    |              | AUS | BRA | ARG | SMR | ESP | MON | CAN | FRA | GBR | AUT | GER | HUN | BEL | ITA | LUX | JPN | 34    | 4-ти |
| 1998   | Jordan | Mugen Honda V10 | Г    | Деймън Хил   | 8   | DSQ | 8   | 10  | Ret | 8   | Ret | Ret | Ret | 7   | 4   | 4   | 1   | 6   | 9   | 4   | 34    | 4-ти |
| 1998   | Jordan | Mugen Honda V10 | Г    | Ралф Шумахер | Ret | Ret | Ret | 7   | 11  | Ret | Ret | 16  | 6   | 5   | 6   | 9   | 2   | 3   | Ret | Ret | 34    | 4-ти |